# Strijpen
Strijpen est une section de la ville belge de Zottegem située en Région flamande dans la province de Flandre-Orientale et le Denderstreek. C'était une commune à part entière avant la fusion des communes de 1971.

## Toponymie
Stripis (1164-68), Stripen (XIIe siècle), Stripes (1212)

## Démographie

### Évolution démographique
- Sources : INS, Rem. : 1831 jusqu'en 1961 = recensements[3].